# Hasegawa Teru

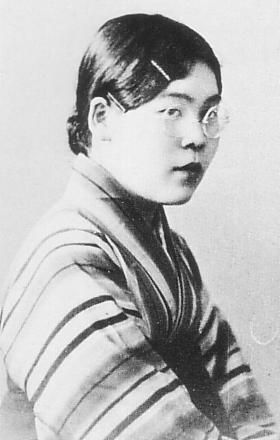
Hasegawa Teru

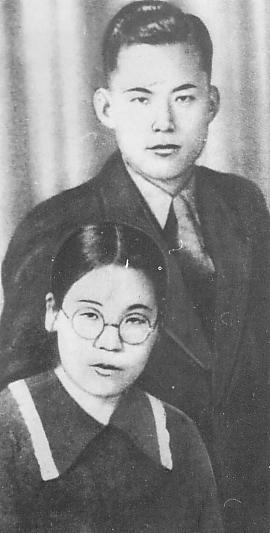
Liú Rén und Hasegawa Teru

Hasegawa Teru (jap. 長谷川 テル; * 7. März 1912 als Hasegawa Teruko (長谷川 照子); † 1947 in Jiāmùsī) auch bekannt unter ihren Pseudonymen Midorikawa Eiko bzw. chinesisch Lǜchuān Yīngzǐ (beides 緑川 英子) und vor allem Verda Majo („Grüner Mai“) war eine japanische Autorin, Aktivistin, Feministin, Pazifistin und Esperantistin.

## Biografie
Hasegawa Teru war die Tochter von Yone und des Bauingenieurs Hasegawa Kōnosuke. Sie wuchs mit ihren Eltern, ihrer älteren Schwester Yuki und ihrem jüngeren Bruder Hiro im Großraum Tokio auf. 1929 schloss sie die Mittelschule ab und begann ein Studium an der Pädagogischen Frauenhochschule Nara (奈良女子高等師範学校, Nara Joshi Kōtō Shihan Gakkō). Zwei Jahre später veröffentlichte sie erste Werke in einer Zeitschrift der Hochschule.
Mitte 1931 begann Hasegawa, Esperanto zu lernen. Sie trat einem Kulturverein bei und kam so auch in Kontakt mit Gewerkschaftern und anderen politischen Aktivisten in Nara. 1932 wurde sie im Rahmen einer landesweiten Polizeiaktion gegen sozialistische Aktivisten festgenommen. Hasegawa wurde zwar nach einer Woche freigelassen, jedoch wegen „gefährlicher Gedanken“ vom Studium ausgeschlossen.
Hasegawa kehrte zu ihren Eltern in Tokio zurück und begann eine Maschinschreibausbildung, die sie 1933 abschloss. Sie begann, ehrenamtlich für die Japanische Esperantovereinigung (日本エスペラント学会, Nihon Esuperanto Gakkai), wurde Mitglied der Japanischen Forschungsgesellschaft für Esperanto-Literatur (日本エスペラント文学研究会) und setzte sich für die Verbreitung proletarischer Esperanto-Literatur ein, vor allem unter Frauen, hielt Treffen des nach Clara Zetkin und Klara Samenhof benannten Klara-Zirkels in ihrer Wohnung ab und schrieb für mehrere Esperanto-Zeitschriften im Ausland, darunter La mondo („Die Welt“) in Shanghai unter der Leitung von Yè Làishì (葉籟士, Ĵelezo). Dabei verwendete sie erstmals das Pseudonym „Verda Majo“ für einen Artikel über „Die Lage der Frauen in Japan“ (Virina stato en Japanio) und „Die gegenwärtige Lage der japanischen proletarischen Literatur“ (Nuna stato de japana proleta literaturo).
Hasegawa bestand die erste Prüfung für NHK-Nachrichtensprecherinnen. Zur zweiten Prüfung trat sie jedoch nicht an, da sie aufgrund ihrer Biografie eine Ablehnung aus politischen Gründen erwartete. Auch ihre Schwester Yuki war Esperantistin geworden. Sie lernte ihren späteren Mann 1934 bei einem Esperanto-Treffen in Nagasaki kennen.
Anfang 1936 ging Hasegawa nach Osaka. Im März wirkte sie an einer Esperanto-Theaterproduktion mit und lernte dabei Liú Rén (劉仁) kennen. Liú war als Austauschstudent aus dem japanisch kontrollierten Marionettenstaat Mandschukuo nach Tokio gekommen. Im November heirateten die beiden heimlich gegen den Willen von Hasegawas Eltern. Im Januar 1937 ging Liú nach Shànghǎi, um sich an der Widerstandsbewegung gegen die japanische Besatzung zu beteiligen. Im Juni folgte Hasegawa ihm nach. Sie lernte Chinesisch, arbeitete für die Esperanto-Zeitschrift Ĉinio hurlas („China heult“), nahm an Demonstrationen teil, stellte Kontakte zu japanischen Aktivisten gegen den Krieg sowie zu chinesischen Nationalisten her und wurde Mitglied der Vereinigung der Japaner gegen den Krieg (日本人反戦同盟, Nihonjin Hansen Dōmei).
Hasegawa schrieb gegen den japanischen Nationalismus und Militarismus und stellte eine Verbindung zwischen revolutionärem Sozialismus und radikalem Feminismus her. Sie betrachtete die Niederlage Japans im Zweiten Weltkrieg als Grundvoraussetzung für eine echte soziale und ökonomische Befreiung und für die Befreiung der Geschlechter.
Nach dem Fall Japans im Herbst 1937 schlugen Hasegawa und Liú sich nach Guangzhou durch, wo sie Ende des Jahres u. a. den Schriftsteller Guo Moruo trafen. Japaner wurden jedoch besonders nach den immer häufigeren japanischen Luftangriffen auf die Stadt mit Misstrauen betrachtet, und Hasegawa wurde schließlich nach Hongkong ausgewiesen. In dieser Zeit übersetzte Hasegawa u. a einen Artikel des bekannten japanischen Schriftstellers und Aktivisten Kaji Wataru (鹿地 亘), der nach Hongkong geflüchtet war, ins Esperanto. Kaji beklagte darin die Unterdrückung bzw. den Niedergang des kulturellen Lebens in Japan.
Im Sommer 1938 konnte Hasegawa auf das chinesische Festland zurückkehren. Sie ging nach Hankou und arbeitete dort vor allem als Radiosprecherin bei Sendungen auf Japanisch gegen die Invasoren. Nach drei Monaten fiel auch Hankou, und die japanischen Besatzer enttarnten Hasegawa, die bereits mit Liú über Guilin nach Chongqing geflohen war. In der japanischen Zeitschrift Miyako Shimbun (都新闻) erschien ein Artikel über Hasegawa, „die Landesverräterin“. Sie wurde auch als „Kommunistin“ bezeichnet, obwohl sie für die Propagandaabteilung der Guomindang arbeitete.
In einem Brief zum Geburtstag von Ludwig Zamenhof 1938 appellierte Hasegawa an die Esperantisten der Welt:

„Die ganze Welt ist nun in zwei große unversöhnliche Lager gespalten: ein Lager des Friedens und ein Lager der Aggression. Es ist nicht nötig zu wiederholen, welchem wir angehören müssen. Eine Zwischenposition ist völlig ausgeschlossen. Wie könnt ihr, ungenannte Kämpfer für den Frieden, zu so schlimmer Stunde verstummen? Leuchtet der grüne Stern noch auf eurer Brust?“

Die Tageszeitung Xīnhuá Rìbào (新華日報 – „Neues China“) veröffentlichte chinesische Übersetzungen von Hagesawas Artikeln unter dem Pseudonym Lǜchuān Yīngzǐ (緑川英子).
1940 brachte Hasegawa ihr erstes Kind zur Welt, einen Sohn. Sie schrieb weiterhin für Esperanto-Zeitschriften, darunter den Heroldo de Ĉinio, und eine Zusammenfassung einiger ihrer Artikel und Übersetzungen erschien unter dem Titel Flustr’ el uragano („Ein Flüstern aus dem Sturm“).
Trotz der bestehenden Einheitsfront gegen Japan traten die Spannungen zwischen der Guomindang und der Kommunistischen Partei Chinas immer deutlicher zutage. Hasegawa ließ Sympathie für die KPCh und Máo Zédōng erkennen, u. a. in dem Artikel Batalante ili iras antaŭen („Kämpfend schreiten sie voran“), einer Rezension eines Filmes über Frauen in China. Ihr wichtigstes Werk in dieser Zeit war eine Esperanto-Übersetzung des Romans Ikiteiru heitai (生きている兵隊, „Lebende Soldaten“) von Ishikawa Tatsuzō.
Unmittelbar nach Kriegsende im August 1945 war Hasegawa enttäuscht über die Kollaboration der USA, die vom beginnenden Kalten Krieg geprägt war, mit der besiegten japanischen Elite. Sie schrieb einen Artikel, in dem das Nachkriegsregime im besetzten Japan scharf und vorausschauend kritisierte:

„Im Westen wurden die meisten Naziverbrecher verhaftet, und jene, die nicht verhaftet wurden, müssen bis ans Ende der Welt fliehen … Doch hier im Osten sind die japanischen Faschisten noch immer frei …, und sie können ihre Kriegeruniformen leicht ablegen und stattdessen ein Kostüm des Friedens und der Demokratie anlegen. … Sie haben nicht kapituliert, weil ihre militärische Kraft erschöpft war, oder weil sie mit ihrem eigenen Volk Erbarmen hatten. Sie hatten deutlich gesehen, welches Beispiel die Kapitulation der Nazis setzte. … Sie wollten nicht vernichtet werden. Kurz gesagt, haben sie rasch kapituliert, weil sie so viel wie möglich von ihrer Macht erhalten wollten.“

Nach der Kapitulation Japans 1945 schlugen sich Hasegawa und Liú in die Mandschurei (Nordostchina) durch, die Heimat von Liú, doch der Bürgerkrieg zwischen der KPCh und der Guomindang machten ein normales Leben unmöglich. Sie landeten kurzfristig in Shànghǎi und zogen dann auf der Flucht vor dem Bürgerkrieg in der Mandschurei umher. Hasegawa brachte ein zweites Kind zur Welt, eine Tochter. Als sie ein drittes Mal schwanger wurde, entschied sie sich für eine Abtreibung. Aufgrund ihres schlechten Gesundheitszustandes und infolge einer Infektion starb sie im Alter von 35 Jahren. Liú starb kurz darauf, im April 1947, an Nierenversagen bzw. Lungenödem. Die beiden wurden auf einem Heldenfriedhof vor Ort begraben.

## Kinder
Die beiden Kinder von Hasegawa wuchsen in einem Waisenhaus in China auf. Der Sohn studierte u. a. in Japan und wurde Lektor an der Physik-Abteilung der Technischen Universität Beijing (北京工业大学). Die Tochter studierte am Institut für Eisenbahnwesen Tangshan (唐山铁道学院,  Tángshān Tiědào Xuéyuàn), an der Universität für Kommunikationstechnik (電気通信大学, Denki tsūshin daigaku) in Chōfu bei Tokio und wurde Lektorin für Mathematik an einer Hochschule des chinesischen Eisenbahnministeriums in Beijing sowie Beraterin der Japanisch-Chinesischen Gesellschaft für Wissenschaftlich-Technischen Austausch (日中科学技術交流協会, Nitchū kagaku gijutsu kōryū kyōkai).

## Werke
Listen von Werken von und über Hasegawa finden sich in:
- Hóu Zhìpíng 侯志平: Shìjiè yǔ yùndòng zài Zhōngguó 《世界与运动在中国》 (Die Esperanto-Bewegung in China). Beijing, 1985, S. 156–160.
- Jorge Camacho: Verkoj de Verda Majo. In: Beletra Almanako 10 (Februar 2010); ISBN 978-1-59569-191-0

Werkausgaben:
- Verkoj de Verda Majo. Beijing, 1982 (Esperanto).
- Miyamoto Masao 宮本正男 (Hg.): Hasegawa teru sakuhinshū 『長谷川テル作品集』 / Elektitaj verkoj de Verda Majo. Aki shobō 亜紀書房, 1979 (japanisch).

## Film
Hasegawas Leben wurde unter dem Titel Bōkyō no hoshi (「望郷の星」) mit Komaki Kurihara als Hasegawa verfilmt.